# Видеманн, Христиан Рудольф Вильгельм
Христиан Рудольф Вильгельм Видеманн (нем. Christian Rudolph Wilhelm Wiedemann, 1770, Брауншвейг, Священная Римская империя —1840, Киль, Германия) — немецкий энтомолог, натуралист, историк и врач, профессор. Внёс большой вклад в изучение Двукрылых, также исследовал Hymenoptera и Coleoptera. 

## Биография
Родился в 1770 году в герцогстве Брауншвейг. Много путешествовал по Германии, учился в Париже, посещал Италию (в 1811) и Копенгаген. В 1804 году заразился сифилисом, отравившим его старость. Имел 9 детей от своей жены. Двое из них умерли во младенчестве. Также воспитал двоих детей скончавшегося от холеры брата жены. Собрал значимые научные коллекции насекомых.

## Научный вклад
Видеманн опубликовал первую монографию об «экзотических» (неевропейских) Diptera. Создал несколько фундаментальных, толстых и иногда многотомных научных работ. Его описания насекомых отличаются чёткостью и аккуратностью, учёный делал их на латыни и немецком языке. В Aussereuropäische Zweiflügelige Insekten он описал 1000 новых видов. Активно сотрудничал с другими выдающимися натуралистами своего времени.